# Julio Barroso
Julio Alberto Barroso (San Martín, 16 gennaio 1985) è un ex calciatore argentino naturalizzato cileno, di ruolo difensore.

## Palmarès

### Club
- Campionato argentino: 1

Boca Juniors: 2008-2009
- Campionato cileno: 4

O'Higgins: 2013-2014 Apertura
Colo Colo: 2013-2014 Clausura, 2015-2016 Apertura, 2017
- Coppa del Cile: 1

Colo-Colo: 2016
- Supercoppa del Cile: 2

Colo Colo: 2017, 2018

### Nazionale
- Campionato mondiale Under-20: 1

Olanda 2005